# Matthieu Ory
Pour les articles homonymes, voir Ory.
Matthieu Ory (né en 1482 à Caulnes près de Dinan ou bien à Monfort-la-Cane près de Rennes, mort le 12 juin 1557 à Paris) était un inquisiteur, homme d'Église breton du XVIe siècle, théologien dominicain.

## Biographie

### Origine
Il entre jeune à l'âge de 18 ans chez les dominicains de Dinan. Après sa profession de foi, il est envoyé à Paris pour effectuer ses études de théologie. 

### Inquisiteur
Licencié puis docteur en théologie en 1528, il est inquisiteur de Paris dès 1529. Il effectue une enquête sur l'orthodoxie d'Ignace de Loyola. Il est moqué alors en 1532 par Rabelais dans Pantagruel sous le nom de nostre maître d'Oribus. En 1534, alors prieur du couvent Saint-Jacques de Paris, il est avec Valentin Liévin chargé d'examiner le commentaire de Jacopo Sadoleto sur l' Épître aux Romains de saint Paul. Liévin le remplace en 1535 pour un second examen des Exercices spirituels d'Ignace de Loyola.
À la même époque, Ory est nommé Inquisiteur général du Royaume, où il est préféré à Gilles Binet grâce à son expérience. On possède peu de détails de son activité à cette époque : il poursuit le prédicateur Jean Michel à Bourges. En 1537, par ordre du roi, il vient à Laval comme inquisiteur de la foi, où il s'adjoint frère François Verdier, prieur de Saint-Dominique, et chasse tous les huguenots, de quelque rang ou état qu'ils soient. 
Il est à Rome en novembre 1538, où il témoigne personnellement en faveur de l'orthodoxie d'Ignace de Loyola. Il est confirmé par Paul III en 1539 comme Inquisiteur. Des lettres royales lui ordonnent le 23 juillet 1540 de communiquer le procès d'Étienne Dolet à des juges séculiers. Il accompagne alors le cardinal de Tournon, et possède sous ses ordres six inquisiteurs qui parcourent pour lui les provinces. En 1542, la congrégation générale des dominicains lui reconnait son titre d'Inquisiteur. Il examine et approuve le Bréviaire de Francisco de los Ángeles Quiñones.

### Alexipharmacon
En 1543 et 1544, il s'occupe des affaires d'Étienne Dolet. Lors de son procès, il soumet à la Faculté de Paris son Alexipharmacon, qu'il fait publier. Le 14 février de la même année, il préside l'autodafé devant Notre-Dame de Paris des ouvrages de Dolet.
En 1545, il fait interdire 65 ouvrages jugés pernicieux. Il est confirmé en novembre 1547 par Henri II de France, comme Inquisiteur général du royaume, puis en 1549 et 1550, puis aussi par Jules III en 1552. Le 8 octobre 1547, une chambre ardente est constituée au Parlement de Paris, chargée de connaître des procès d'hérésie, avec à sa tête Matthieu Ory. En trois ans, elle rend plus de 500 arrêts contre les protestants, et est à l'origine d'une violente répression à leur encontre entre 1547 et 1549.
Il est à Lyon avec le cardinal de Tournon en 1552 quand cinq étudiants protestants venus de Suisse sont arrêtés, emprisonnés, puis condamnés au bûcher le 16 mars 1553. Il accompagne entretemps Tournon à Rome, et lui déconseille dans le voyage du retour de rencontrer Jean Calvin à Genève.

### Michel Servet
En avril 1553, il s'occupe de l'« affaire du Christianismi restitutio » de Michel Servet. Il participe au château de Roussillon à la réunion où est condamné l'ouvrage, et interroge lui-même Servet. Le 17 juin de la même année, il préside l'autodafé à Vienne des ouvrages de Servet.

### Henri II
Il est envoyé en juin 1554 par Henri II, et à la demande d’Hercule II d'Este, duc de Ferrare, pour amener son épouse Renée de France à renoncer à son attachement au calvinisme et se convertir au catholicisme. Il est à Ferrare en compagnie du jésuite Jean Pelletier. Admonestée par  Ory, emprisonnée et interrogée par Pelletier en présence de l'inquisiteur local de Ferrare, Girolamo Papino, isolée au Castello, Renée de France accepte d'assister à la messe, de communier et de se confesser, reniant ainsi en apparence sa foi. 
En cour auprès d'Henri II, il meurt en 1557 peu avant l'édit de Compiègne.

## Œuvres
- Alexipharmacon, imprimeur Benoist Prevost, libraire Jean André, Paris, 1544 ; Venise, 1551-1558. Ses autres ouvrages attribués sont Opusculum de imaginibus et Septem scholae contra haereticos, mais Jacques Échard n'a pas retrouvé les lieux et dates de publication.

## Sources
- Henri Bernard-Maître, L'inquisiteur dominicain Mathieu Ory et son Alexipharmacon contre les hérétiques (1544) , Revue des sciences religieuses, 1956, vol. 30, pp. 241-260